# Harry Lindahl
John Harry Wilhelm Lindahl född 11 augusti 1899 i Örgryte församling i Göteborg, död 21 augusti 1968 i Älvsborgs församling i Göteborgs och Bohus län, var en svensk pastor (pingströrelsen) och målare.
Lindahl var till stor del autodidakt som konstnär, de rön inom målarkonsten han inhämtade via studier var i Oscar Hullgrens ateljé i Stockholm. Han har främst målat marina motiv i olja och akvarell. Han ställde ut tillsammans med Britt-Lis Erlandsson och möbelarkitekten Bruno Mathsson i Jönköping 1940, där hans konst uppmärksammades av Carl Palme. Han har senare framträtt med separatutställningar i Värnamo 1943, 1945, och 1951 samt Västerås 1947.